# ويليام هانا
ويليام دينبي هانا (بالإنجليزية: William Denby Hanna ؛ 14 يوليو، 1910 - 22 مارس، 2001) كان منتج ورسام أفلام رسوم متحركة أمريكي .

## حياته
ولد هانا لويليام جون حنا وآڤيس جويس (ديبني) في ميلروز، بولاية نيومكسيكو، وكان والده يعمل مفتش إنشاءات لخطوط السكك الحديدية وكذلك شبكات المياه والصرف الصحي لجميع أنحاء المناطق الغربية من الولايات المتحدة. وهو الابن الثالث والصبي الوحيد بين ستة أخوات.
درس هانا الصحافة والهندسة الإنشائية في كلية كومپتون ، ولكنه اضطر إلى ترك الدراسة مع حلول أزمة الكساد الكبير. وفي بداية عام 1931 عمل رساماً مع شركة إنتاج بالتعاون مع جوزيف باربيرا والذي أنشأ وإياه استديو أفلام باسم هانا-باربيرا ونجحا نجاحاً باهراً من خلال الرسوم المتحركة توم وجيري.